# Selbstwerbung
Selbstwerbung bezeichnet im Zusammenhang mit der Forstwirtschaft die Aufarbeitung und zum Teil auch vorherige Fällung von Holz durch dessen Käufer bzw. sonstige Berechtigte. Dieses Verfahren wird häufig bei der Gewinnung (Werbung) von Brennholz durchgeführt. Hierbei erntet der Kunde das Brennholz selbst und auf eigene Rechnung auf der Grundlage eines Vertrags mit dem Waldbesitzer oder dessen Beauftragtem.

## Brennholz
Ein Brennholz-Selbstwerber erwirbt beim Waldbesitzer per Brennholzvertrag ein Bezugsrecht für eine bestimmte Menge Brennholz oder bekommt vom Waldbesitzer eine bestimmte Fläche zur Brennholzaufarbeitung zugewiesen. Preise für Selbstwerber-Brennholz liegen üblicherweise deutlich unter den im Holzhandel für aufgearbeitetes Holz zu zahlenden Preisen. Das im Rahmen des Selbstwerbervertrages zugewiesene Holz kann dabei verschiedene Formen haben, üblich sind dabei u. a.:
- stehende Bäume, fachsprachlich „frei / ab / auf Stock“, die erst noch gefällt werden müssen
- liegendes Stammholz oder auf der Fläche liegengebliebenes Restholz nach einem vorherigen Einschlag (Schlagabraum)
- bereits an den Waldweg gerücktes Holz, z. B. Stammholzpolter oder Haufen mit Restholz

Bei Aufarbeitung von stehendem oder liegendem Holz im Bestand bezeichnet man die dabei zugewiesenen Flächen gemeinhin als Flächenlos.
Der Selbstwerber kann dann, innerhalb der erlaubten Zeiten, in diesem Wald oder Waldstück die vertraglich vereinbarte Menge liegendes Brennholz aufarbeiten – d. h. rücken und zerlegen – und abtransportieren, wobei den Vorgaben des Waldbesitzers Folge zu leisten ist.

## Rechtliche Lage
Da Arbeit im Wald und insbesondere mit einer Motorsäge nicht ungefährlich ist, müssen Selbstwerber in der Regel bestimmte Voraussetzungen erfüllen:
- Nachweis einer privaten Haftpflichtversicherung;
- Nachweis eines Motorsägenscheins, der von der Landwirtschaftlichen Berufsgenossenschaft anerkannt wird;
- Benutzung von zertifizierter Schutzausrüstung (normalerweise bestehend aus Helm mit Gehör- und Gesichtsschutz, Handschuhen, Signaljacke, Schnittschutzhose und gut profilierten Schnittschutzstiefeln);
- In manchen Bundesländern ist Alleinarbeit mit der Motorsäge in Staatswäldern verboten.[6] Auch das Fällen von stehendem Holz ist aus Sicherheitsgründen z. T. nur gewerblichen Selbstwerbern vorbehalten.[7]

Selbstwerbung ist nicht auf Holzernte beschränkt. So wird im Ohrntal auf Basis eines Selbstwerbungsvertrags auch Bärlauch für kommerzielle Zwecke geerntet.